# Обратне
Обра́тне — село в Україні, у Гуляйпільській міській громаді Пологівського району Запорізької області. Населення становить 37 осіб. До 2017 орган місцевого самоврядування - Темирівська сільська рада.

## Географія
Село Обратне знаходиться на березі пересихаючої річечки з загатами, на протилежному березі — село Темирівка.

## Історія
- 1825 — дата заснування.
- 12 червня 2020 року, відповідно до розпорядження Кабінету Міністрів України № 713-р «Про визначення адміністративних центрів та затвердження територій територіальних громад Запорізької області», увійшло до складу Гуляйпільської міської громади[1].
- 19 липня 2020 року, у результаті адміністративно-територіальної реформи та ліквідації Гуляйпільського району, село увійшло до складу Пологівського району[2].
- 22 червня 2023 року рішенням Національної комісії зі стандартів державної мови віднесено до списку населених пунктів, які «можуть не відповідати лексичним нормам української мови», зокрема стосуватися «російської імперської чи колоніальної політики». Громаді рекомендовано запропонувати нову назву в установленому законодавством порядку.[3]

## Населення
За переписом населення України 2001 року в селі мешкало 37 осіб.

### Мова
Розподіл населення за рідною мовою за даними перепису 2001 року:
| Мова       | Відсоток |
| ---------- | -------- |
| українська | 91,89 %  |
| російська  | 8,11 %   |